# Duché de Philippopolis
1204-–1207
Entités précédentes :
- Second Empire bulgare

Entités suivantes :
- Second Empire bulgare

Le duché de Philippopolis (aujourd’hui Plovdiv) était un État latin d'Orient et un duché éphémère de l'Empire latin de Constantinople fondé au détriment du Second Empire bulgare, après l'effondrement et la partition de l'Empire byzantin par la quatrième croisade en 1204. Il comprenait le bassin de la Maritsa en Thrace du Nord et avait pour capitale Philippopolis (actuelle Plovdiv). Ses frontière s'arrêtaient au nord d'Andrinople, qui était byzantine avant 1204 puis avait été rattachée à l'Empire latin de Constantinople.

## Historique
De 1204 à 1205, le duc de Philippopolis était Rénier de Trit, qui règna sur une population orthodoxe mi-grecque, mi-bulgare, acquise à la cause du tsar Kaloyan de Bulgarie qui reprit la ville en 1207. Mais Boril, le tsar suivant, la perdit l'année suivante.
Vers 1223/1224, le duc de Philippopolis était Gérard d'Estreux, également connu sous le nom de Gérard ou Girard de Stroim, peut-être une variante d'Estrœung, d'Étrœungt, d'Estreux ou de Strœm dans les sources bulgares. Lui aussi peine à assurer le contrôle du territoire et se déclare prêt à reconnaître la suzeraineté de la république de Venise sur une partie de ses possessions.
Dans le traité conclu en décembre 1228 entre le duc suivant, Jean de Brienne, et les régents de l'Empire latin, il était convenu qu'après sa mort, les héritiers de Jean prendraient possession soit du duché, entre autres territoires européens, soit des possessions latines en Asie Mineure. Cependant, dans le traité finalement ratifié en avril 1229, ou 1230, selon Buchon, les droits de Gérard de Strœm sur le duché étaient confirmés.
À la suite de la défaite des Latins, en 1230 à la bataille de Klokotnica, le duché et la partie Nord-Ouest de l'empire de Thessalonique étaient réintégrés dans le royaume Bulgaro-Valaque du tsar Ivan Assen II, mais Jean de Brienne gardait le titre de "duc de Philippopolis" jusqu'à sa mort sept ans plus tard.

## Ducs de Philippopolis
- Rénier de Trit (1204 - 1208)
- Gérard de Strœm (bg) (1208 - 1229)
- Jean de Brienne (1229 - 1237)